# Allan Pred
Allan Richard Pred (* 28. Juli 1936 in New York; † 5. Januar 2007 in Berkeley) war ein US-amerikanischer Geograph.

## Leben
Pred besuchte 1953–1957 das Antioch College und wurde 1962 an der University of Chicago zum Ph.D. promoviert.
1962 wurde er zunächst Assistant Professor für Geographie an der Universität Berkeley, 1971 dann dort Professor. Von 1979 bis 1988 war er Leiter der geographischen Fakultät in Berkeley.- 2005 wurde er dort Professor an der Graduate School. Seit 2005 war er korrespondierendes Mitglied der British Academy.
Pred war mit einer Schwedin verheiratet und wechselte seinen Wohnsitz regelmäßig zwischen Berkeley und Schweden.

## Behavioristische Standorttheorie nach Pred
Aufbauend auf Konzepten der Diffusionsgeografie von Torsten Hägerstrand (1952–1953) und anderen, die die räumliche Verteilung und Verbreitung von Innovationen auf Lernprozesse und Informationsprozesse zurückführten, entwickelte Allan Pred ab 1967 ein neuartiges standorttheoretisches Modell. Im Unterschied zu deduktiven, neoklassischen Standorttheorien von Alfred Weber, Walter Isard und David M. Smith versuchte Pred die unternehmerische Wahl des Standortes verhaltenswissenschaftlich zu erklären.
Während die neoklassischen Theorien sämtlich implizit von einer objektiven Sichtweise und einem einheitlichen Informationsstand ausgingen, unterstellte Pred, dass Unternehmer über verschiedene Informationen und Fähigkeiten zur Standortwahl verfügen.
Seiner Theorie nach hängt die Wahl eines Betriebsstandortes davon ab, welche Informationen (z. B. zu Transportkosten, Arbeitskosten usw.) dem Unternehmer zur Verfügung stehen und wie fähig er ist, diese Daten so auszuwerten, dass er den optimalen Standpunkt findet. Außerdem könnten andere (nicht-materielle) Werte zu einer ökonomisch suboptimalen Wahl führen. Oder der Unternehmer kann die Daten zwar nicht auswerten, wählt aber einen sehr günstigen Standort, weil er das Verhalten erfolgreicher Wettbewerbe nachahmt.
Außerdem integriert Pred die zeitliche Komponente, indem er davon ausgeht, dass sich Informationen, Informationsstand, Fähigkeiten und Werte mit der Zeit verändern und zu Betriebsverlagerungen führen können.

### Grundlage: Entscheidungsfindung
Grundlegend für die Standortentscheidung der einzelnen Unternehmung ist in Preds Modell die Entscheidungsfindung des jeweiligen Entscheidungsträgers. Bei der Entstehung einer Entscheidung lassen sich folgende Etappen der Informationsverarbeitung unterscheiden, die Unternehmen aufgrund von Unterschieden in finanzieller und personeller Ausstattung verschieden gut beherrschen:
- Informationsgewinnung: Sie ist mit Kosten verbunden und daher abhängig von den verfügbaren Ressourcen. Die Aufnahme von Informationen durch den Menschen ist als Filtern von geeignet erscheinender Information aus den unendlich vielen Informationen der Umwelt ein subjektiver Prozess.
- Informationsverarbeitung: Auch sie ist abhängig von den verfügbaren Ressourcen. Auch bei hoher Qualität der Informationsverarbeitung können niemals alle möglichen Alternativen durch die Entscheidungsträger geprüft werden. Entscheidungsträger finden sich daher tendenziell auch mit einer nur subjektiv befriedigenden Lösung ab.
- Entscheidung: Ziele und Wertsystem der Entscheidungsträger tragen maßgeblich zur Entscheidungsfindung bei.

### Behavioral Matrix
Da aus finanziellen Erwägungen und der oft notwendigen zeitlichen Dringlichkeit eine Analyse aller möglichen Standortalternativen oft nicht möglich ist oder sinnvoll erscheint, enthält der tatsächlich genutzte Standortsuchraum von Unternehmen oft nur kleinen Ausschnitt der möglichen Alternativen, zum Beispiel die Standorte in nur einer Region. Innerhalb dieses Suchraums ergeben sich räumliche Gewinnzonen, d. h. profitable Standortbereiche um einen lokalen gewinnoptimalen Standort. Das Modell zeigt, dass selbst auf den ersten Blick irrationale oder zufällige Standortpräferenzen mit einer geringen Zahl von bewerteten Alternativen eine gewinnbringende, wenn auch suboptimale Standortentscheidung möglich machen.
Zur empirischen Untersuchung von Standortentscheidungen entwickelte Pred eine „behavioral matrix“ (Verhaltensmatrix), in die für Unternehmen einerseits die Qualität und Quantität ihrer Informationen eingetragen wird, andererseits ihre unternehmerische Fähigkeit, diese Informationen zu nutzen. Pred unterschied folgende Fälle:
- Für Unternehmen, die einen guten Informationsstand haben und Informationen effizient nutzen, werden sich mit hoher Wahrscheinlichkeit für einen gewinnbringenden Produktionsstandort entscheiden. Dabei wird jedoch nicht notwendigerweise der gewinnoptimale Standort gewählt: Oft werden aus familiären Gründen oder subjektiven Wertvorstellungen heraus jedoch suboptimale Standorte innerhalb einer Gewinnzone gewählt.

- Unternehmen mit durchschnittlichem Informationsstand und durchschnittlicher Informationsverarbeitung entscheiden sich für suboptimale Produktionsstandorte, die weit entfernt vom optimalen Standort sind, jedoch noch innerhalb der Gewinnzonen liegen.

- Schlecht informierte Unternehmen mit schlechter Problemlösungskapazität wählen tatsächlich Standorte, die außerhalb der Gewinnzonen liegen und somit langfristig nicht wettbewerbsfähig sind. Hierbei können subjektive Entscheidungsgründe allerdings zu zufällig gewinnbringenden Standortentscheidungen führen.

Unternehmen können jedoch auch durch „Nachahmung“ erfolgreicher, an einem Standort angesiedelter Unternehmen eine gewinnbringende Standortentscheidung treffen.
Preds Schlussfolgerungen aus der empirischen Untersuchung waren:
- Informationsstand und Unternehmerleistung einerseits und Qualität der Standortentscheidung andererseits sind mit hoher Wahrscheinlichkeit stark positiv korreliert.
- Unternehmer mit gleichem Informationsstand und gleicher Informationsnutzungskapazität können aufgrund persönlicher Präferenzen, oder auch aufgrund von Zufällen, unterschiedliche Standorte wählen.

### Dynamische Betrachtung
Durch Einbeziehung der Zeit als zusätzlicher Dimension erweiterte Pred seinen Ansatz um weitere Aspekte: Der Informationsstand der Entscheidungsträger kann sich im Zeitverlauf erhöhen. So können neue Kommunikationstechniken den Informationsfluss im Unternehmen oder zwischen Unternehmen und Unternehmensumwelt erleichtern. Auch die Fähigkeit zur Informationsverarbeitung kann sich durch neue Technologie verbessern, ebenso durch die Möglichkeit, aus eigenen und fremden Fehlern zu lernen und erfolgreiche Standortentscheidungen zu kopieren. Die Entscheidungen der Unternehmen werden somit langfristig immer rationaler und wirken auf eine Verlagerung der unternehmerischen Standorte zum Standortoptimum hin.
Informationsstand und Informationsverarbeitungsqualität einzelner Unternehmen im Zeitverlauf können allerdings auch abnehmen, z. B. bei sich verändernden Standortanforderungen der Unternehmen und Standortbedingungen der Standortalternativen. Das Lernen aus eigenen Fehlern wird dadurch behindert, dass durch eine frühere schlechte Standortwahl die finanziellen Mittel einer für die Wettbewerbsfähigkeit einer erneuten Standortwahl notwendigen Investition in neue Technologien und fähiges Personal fehlen können.

### Kritik
Der verhaltenswissenschaftliche Ansatz versuchte erstmals, die tatsächlichen Entscheidungen bei der Standortwahl nachzuvollziehen. Verhaltenstheoretische Erklärungsmodelle konnten mehrfach empirisch bestätigt werden. Kritisch wurde angemerkt, dass psychologisch-subjektive Beweggründe der Standortwahl überbewertet würden, da die klassischen Standortfaktoren im Rahmen dieses Modells kaum eine Rolle spielen und die Gegebenheiten der physischen Geographie und des Verkehrswesens nicht berücksichtigt sind. Ebenso wie die neoklassische Theorie den „homo psychologicus“ vernachlässige, lasse der verhaltenswissenschaftliche Ansatz den „homo oeconomicus“ weitgehend außer Acht.